# Ольгина, Ольга Феликсовна
Ольга Ольгина (пол. Olga Olgina; 24 июня 1904, Ярославль — 31 января 1979, Лодзь) — польская оперная певица (колоратурное сопрано), педагог, пропагандист музыкальной культуры.

## Биография
Родилась 24 июня 1904 года в Ярославле в богатой семье. Отец — поляк, генерал русской армии Феликс Юзефович (Иозефович); мать — русская оперная певица (драматическое сопрано) Ольга Николаевна, выступавшая под псевдонимом Ольгина, урождённая Степанова. Детство провела в Санкт-Петербурге. В 6 лет начала играть на фортепиано. Петь стала учиться в 16 лет у матери. Закончила Санкт-Петербургскую консерваторию по классу фортепиано у профессоров Дроздова, Блюменфельда и Лаврова.
С 1920 года жила с матерью в Вильнюсе. 1 декабря 1922 года дебютировала в качестве Виолетты в «Травиате» Верди. С 18 лет пела в Вильнюсской опере, исполняя ведущие партии колоратурного сопрано. Взяла псевдоним матери — Ольга Ольгина. В 1925—1926 годы провела своё первое турне — по Югославии и Австрии. С середины 1920-х годов пела в Варшавской опере. В 1934 году переехала в Познань. Выступала во многих европейских странах. Во время гастролей в Великобритании записала альбом на фирме Decca Records.
После свадьбы 30 декабря 1936 года с капитаном кавалерии Зигмунтом Мацкевичем ушла со сцены. Жила со своим мужем в маленьком городке около Вильнюса. После начала в 1939 году войны и мобилизации мужа Ольгина вернулась в Вильнюс, где стала работать в консерватории. После вторжения немцев консерватория была закрыта. На протяжении всего периода оккупации проводила у себя дома музыкальные вечера. Помогала силам сопротивления, за что впоследствии была награждена. Её муж попал в немецкий плен, а после войны поселился в Англии. После вступления советских войск в Вильнюс в 1944 году Ольгина вернулась к работе в консерватории в Вильнюсе.
В 1945 году решила переехать в Лодзь. 9 марта 1947 года в Лодзи дала последний сольный концерт. С тех пор занималась только преподаванием вокала, связав свою жизнь с Лодзьской консерваторией. Создала в ней класс пения. Профессор. Среди её учеников были Тереза Жилис-Гара, Тереза Войташек-Кубяк, Веслава Фрейман, Изабелла Кобус, Эльжбета Низёл, Катажина Рымарчик, Гражина Краевска, Халина Романовска, Кристина Рорбах, Станислава Шопиньска, Божена Саульска, Тереза Мулява. В 1960—1972 годах работала деканом вокального факультета (с 1969 года вокально-актёрского). Член жюри международных вокальных конкурсов (в том числе в Афинах, Тулузе, Хертогенбосе, Праге, Софии, Варшаве).
Умерла 31 января 1979 в Лодзи. Похоронена в православной части её Старого кладбища.

## Дискография
- Olga Olgina (soprano) — Una Voce from II Barbiere di Siviglia (Rossini). In Italian with orchestral accompaniment. Two parts. Decca M92, 10in., 3s.